# Cirkustält

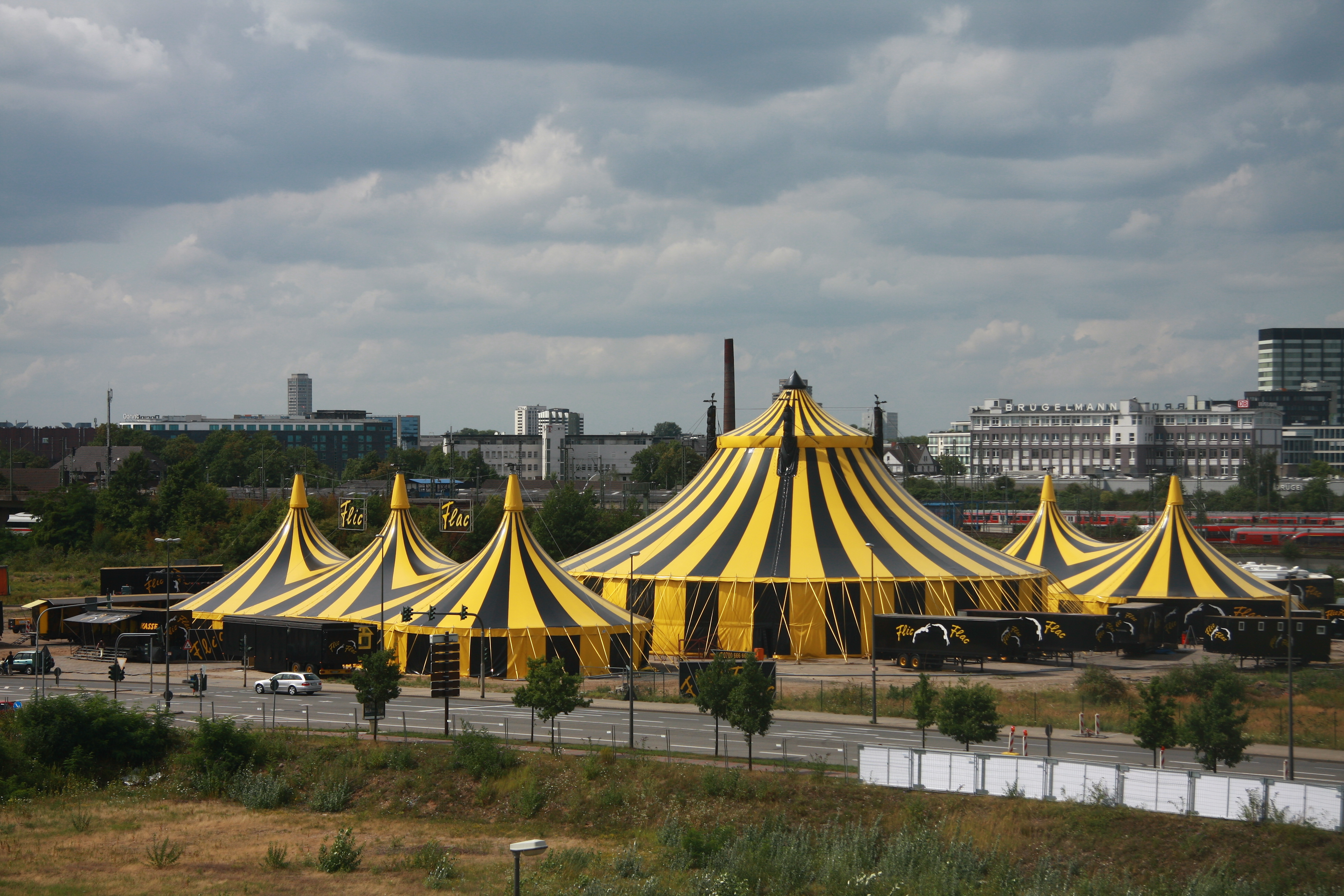
Ett cirkustält i Köln.

Ett cirkustält är ett stort tält som vanligen har en rund eller oval grundyta. Det används av resande cirkusar för sina föreställningar. Teknologin för konstruktion och transport av tält i dessa storlekar är känd från senare 1700-talet. Det äldsta dokumenterade cirkustält restes 1767 i Paris. Innan dess genomfördes cirkusarnas uppträdande i fasta byggnader som Cirque Olympique eller enklare teaterrum.
Tältets tak består, på grund av den enorma storleken, av flera segeldukliknande enheter som rullas eller viks ihop för transporten och som sammanfogas på plats. Dessa kanvas består idag främst av polyvinylklorid (PVC). Fram till början av 1900-talet var de ofta gjorda i bomull och blev därför mycket tunga efter regn.